# Javed Meetoo
Ne doit pas être confondu avec Mouvement MeToo ou Me too.
Javed Meetoo, aussi connu sous le nom Abu Junayna, est un prédicateur islamiste mauricien. Il fonde le mouvement Abu Faaris, qui milite pour l'établissement de la Loi islamique dans le pays.

## Biographie
Meetoo est un homme d'affaires de la Vallée-Pitot, à Port-Louis. Il devient prédicateur islamiste avec une formation au Pakistan.
En 2015, il est arrêté avec toute sa famille à la frontière entre la Syrie et la Turquie. Il prétend néanmoins s'y être rendu après un pèlerinage à la Mecque.
Lors de la 13e édition de la Marche des fiertés à Maurice, le 2 juin 2018, il fait savoir son opposition et organise une contre-manifestation illégale avec notamment le slogan « l'homosexualité, c'est la bestialité ». Ce rassemblement recueille 400 personnes sur la place Saint-Louis, à Port-Louis, et provoque l'annulation la Marche des fiertés. Il est interrogé le 7 juin aux Casernes centrales.
En juin 2018, il organise une autre manifestation d'une centaine de personnes à Vallée-des-Prêtres. Il est arrêté par les forces de l'ordre dans l'après-midi du 6 juin.
En 2021, alors qu'il est déjà soupçonné de précédents crimes, il est suspecté d'avoir participé à l'assassinat de Swaste Rao Fakoo, connu sous le nom de Manan Fakoo, survenu le 20 janvier. Il est arrêté le 16 février 2021, il est mis en examen pour meurtre.

## Positions
Il est favorable à l'instauration d'un état islamique sur l'île Maurice et prône des valeurs de l'islam radical, faisant la promotion de la charia et de positions homophobes. Il est aussi soupçonné d'être en tête d'un réseau radicalisé. En revanche, dans une interview accordée à TéléPlus, il « dément catégoriquement » avoir voulu faire le djihad.